# Tsao Chia-yi
Tsao Chia-yi (Chino:曹家宜; nació el 2 de diciembre de 2003) es una tenista profesional taiwanesa.
Su mejor clasificación en la WTA fue la número 464 del mundo, que llegó el 9 de octubre de 2023. En dobles alcanzó número 180 del mundo, que llegó el 16 de octubre de 2023. Hasta la fecha, ha ganado un título WTA en dobles además de doce títulos de dobles en el ITF tour.

## Títulos WTA (1; 0+1)

### Dobles (1)
| Leyenda                    |
| -------------------------- |
| Grand Slam (0)             |
| Juegos Olímpicos (0)       |
| WTA Tour Championships (0) |
| WTA 1000 (0)               |
| WTA 500 (0)                |
| WTA 250 (1)                |

| N.º | Fecha                 | Torneos   | Superficie | Pareja       | Oponentes en la final                     | Resultado        |
| --- | --------------------- | --------- | ---------- | ------------ | ----------------------------------------- | ---------------- |
| 1.  | 15 de octubre de 2023 | Hong Kong | Dura       | Tang Qianhui | Oksana Kalashnikova Aliaksandra Sasnovich | 7-5, 1-6, [11-9] |

## Títulos WTA 125s

### Dobles (1–0)
| Resultado | Fecha               | Torneos | Superficie    | Pareja             | Oponentes en la final   | Resultado |
| --------- | ------------------- | ------- | ------------- | ------------------ | ----------------------- | --------- |
| Campeona  | 14 de julio de 2024 | Bastad  | Tierra batida | Peangtarn Plipuech | María Carlé Julia Riera | 7-5, 6-3  |